# کودک (فیلم)
کودک (انگلیسی: Baby) یک فیلم در ژانر درام به کارگردانی فیلیپ اشتولتسل است که در سال ۲۰۰۲ منتشر شد. از بازیگران آن می‌توان به لارس رودولف اشاره کرد.